# Martin Schlegel (Theologe)
Martin Schlegel (* 1581 in Dippoldiswalde; † 4. August 1640 in Weißensee) war ein deutscher evangelischer Theologe. Er war dritter Hofprediger in der sächsischen Residenzstadt Dresden und danach Superintendent in der thüringischen Amtsstadt Weißensee. Er gilt als der Stammvater der Literatur- und Sprachwissenschaftler August Wilhelm und Friedrich von Schlegel.

## Leben
Schlegel stammte aus dem Erzgebirge und trägt einen für Bergleute typischen Familiennamen. Sein Vater war der Bürger in Dippoldiswalde Paul Schlegel. Er besuchte ab dem 14. Juni 1596 das Gymnasium in Freiberg und anschließend die Universität Leipzig. Er wurde zunächst Diakon in Kmehlen und danach 1615 evangelischer Pfarrer der St.-Georgen-Kirche Zabeltitz. Seit 1618 wirkte er als dritter Hofprediger am Dresdner Hof unter Kurfürst Johann Georg I. von Sachsen. 1623 erfolgte seine Ernennung zum Superintendenten in der thüringischen Amtsstadt Weißensee, wo er bis zu seinem Lebensende über die Jahre des Dreißigjährigen Krieges wirkte.
Er hielt und publizierte u. a. die Kurtze Christliche Trawung und Hochzeitspredigt/ Bey dem Adelichen Beylager/ Des Edlen [...] Hanniball von Lüttichaw uff Zschorna [...] Und auch/ Der Edlen [...] Catharinen/ des [...] Heinrich von Ende [...]., Dresden, 1614.

## Familie
Martin Schlegel hatte sich 1606 in Röcknitz verheiratet mit Maria Faber (* 3. Oktober 1586 in Plossig; † 6. Oktober 1676 in Chemnitz), der Tochter des Pfarrers und Kirchenlieddichters Zachäus Faber, die nach dem Tod ihres Mannes 1645 mit dem Bürgermeister von Weißensee, Martin Uthmann († 1673), eine zweite Ehe einging. Von seinen drei Söhnen, die ebenfalls Pfarrer wurden, und drei Töchtern lebte zum Zeitpunkt seines Todes Christoph Schlegel von Gottleben (1613–1678), zuletzt Superintendent in Grimma, 1651 nobilitiert. Der Sohn Gottlieb Schlegel (* 10. Juni 1611, begr. 26. November 1636 in Marlishausen) war Präpositus in Leutmeritz/Böhmen und 1632 Pfarrer Marlishausen, verh. 1633 mit Sophie Blanckenberger. Der Sohn Mag. Christian Schlegel war Pfarrer in Greiffstadt und Rüthen. Die Tochter Dorothea Schlegel verheiratete sich mit dem Pfarrer in Kindelbrück Mag. Otto Wilibald Hoffmann (* 5. November 1600 in Herbsleben; † 24. März 1666 in Kindelbrück). Friedrich Freudenreich Schlegel (geb. 1622).